# Бэнанг
Бэнанг (тиб. པ་སྣམ་རྫོང་, Вайли: pa snam rdzong, тиб. пиньинь: Banam zong, рус.: Банам-дзонг; кит. 白朗县, пиньинь Báilǎng xiàn, палл. Байлан сянь) — уезд городского округа Шигадзе, Тибетского автономного района, в Китае. Название уезда происходит от первых слогов имён двух лам, проповедовавших здесь в XIII веке.

## История
Уезд был создан в 1960 году путём объединения трёх тибетских дзонгов и вошёл в состав Специального района Гьянгдзе (江孜专区). В 1964 году Специальный район Гьянгдзе был присоединён к Специальному району Шигадзе. В 1970 году Специальный район Шигадзе был переименован в Округ Шигадзе. В 2014 году округ Шигадзе был преобразован в городской округ.

## География
Уезд расположен в южной части Тибетского автономного района. Через него проходит главный приток Брахмапутры — Ньянг Чу. Средняя высота 4 200 метров.

## Административное деление
Уезд делится на 2 посёлка и 9 волостей:
- Посёлок Лоцзян (洛江镇)
- Посёлок Гадонг (嘎东镇)
- Волость Бачжа (巴扎乡)
- Волость Ма (玛乡)
- Волость Вангдан (旺丹乡)
- Волость Чуну (曲奴乡)
- Волость Дуцюн (杜琼乡)
- Волость Цяндуй (强堆乡)
- Волость Гапу (嘎普乡)
- Волость Чжэся (者下乡)
- Волость Дунси (东喜乡)